# Medalha de Ouro Pio XI
A Medalha de Ouro Pio XI (em inglês:  Pius XI Gold Medal) é uma medalha concedida a cada dois anos pela Pontifícia Academia das Ciências, a um cientista jovem com idade inferior a 45 anos. Alguns de seus ganhadores tornaram-se membros da academia. Leva o nome do Papa Pio XI, que refundou a academia em 1936 com seu atual nome.
De 1939 a 1943 foi denominado Prêmios Pio XI e Pio XII (Pius XI and Pius XII Prizes), sendo então relançada em 1961 com seu atual nome.

## Laureados[2]
- 1939 Corneille Heymans (Bélgica, Ciências da Vida)
- 1942 Harlow Shapley (Estados Unidos, Astronomia)
- 1943 Emmanuel de Margerie (França, Ciências da Terra)
- 1961 Robert Burns Woodward (Estados Unidos, Química)
- 1962 Bengt Erik Andersson (Suécia, Ciências da Vida)
- 1963 Aage Niels Bohr (Dinamarca, Física)
- 1964 François Gros (França, Ciências da Vida)
- 1966 Allan Rex Sandage (Estados Unidos, Astronomia)
- 1970 Haruo Kanatani (Japão, Ciências da Vida)
- 1972 György Némethy (Hungria, Física)
- 1975 Stephen Hawking (Reino Unido, Astronomia)
- 1976 Lucio Luzzatto (Itália, Ciências da Vida)
- 1979 Antonio Paes de Carvalho (Brasil, Ciências da Vida)
- 1981 Jean-Marie Lehn (França, Química)
- 1983 Gerardus 't Hooft (Países Baixos, Física)
- 1986 Elizabeth Bernays (Austrália, Ciências da Vida)
- 1988 Luis Caffarelli (Argentina, Matemática)
- 1992 Adi Shamir (Israel, Outras Disciplinas)
- 1996 Mark Morris Davis (Estados Unidos, Química)
- 2000 Gillian Bates (Reino Unido, Ciências da Vida)
- 2000 Stephen Whitworth Davies (Reino Unido, Ciências da Vida)
- 2002 Stanislas Dehaene (França, Ciências da Vida)
- 2002 Juan Maldacena (Estados Unidos, Física)
- 2004 Laure Saint-Raymond (França, Matemática)
- 2006 Ashoke Sen (Índia, Física)
- 2008 Juan A. Larraín (Chile, Ciências da Vida)
- 2010 Patrick Mehlen (França, Biologia)
- 2012 Trees-Juen Chuang (Taiwan, Genômica)
- 2012 Ulrich Pöschl ([[Áustria, Química)
- 2014 Cédric Villani (França, Matemática)[3]
- 2016 Mariano Sigman (Argentina) Neurociências
- 2018  Noble Ephraim Banadda (Uganda, Engenharia Química), David M. Sabatini (EUA, Biomedicina e Biologia) e Miriam Serena Vitiello (Itália, Física)[4]